# 霍爾特 (澳大利亞國會選區)
霍爾特選區（英語：Division of Holt）是澳大利亞維多利亞州的下議院選區，位於墨爾本東南。面積145平方公里。
選區始於1969年，選區名紀念第十七任總理、自由黨的哈羅德·霍爾特。自1980年以來本區卻成了工黨的安全選區。1999年以來當區的議員是安東尼·伯恩。

## 议员
| 议员 | 议员              | 政党   | 任期          |
| ---- | ----------------- | ------ | ------------- |
|      | 莱恩·里德         | 自由党 | 1969年–1972年 |
|      | 马克斯·奥尔德梅多 | 工党   | 1972年–1975年 |
|      | 威廉·耶茨         | 自由党 | 1975年–1980年 |
|      | 迈克尔·达菲       | 工党   | 1980年–1996年 |
|      | 加雷思·埃文斯     | 工党   | 1996年–1999年 |
|      | 安东尼·伯恩       | 工党   | 1999年至今    |